# Prohození hodnot XORem

Příklad prohození dvou půlslabik bez pomocné proměnné pomocí XORu

Prohození hodnot XORem je v programování jedním z algoritmů, kterými lze dosáhnout prohození hodnot dvou proměnných bez použití pomocné dočasné proměnné. Používá k tomu bitovou operaci úplné disjunkce.

## Algoritmus
Algoritmus se skládá ze tří kroků, přičemž všechny využívají operaci XOR:
```
X
 
:=
 
X
 
xor
 
Y

Y
 
:=
 
Y
 
xor
 
X

X
 
:=
 
X
 
xor
 
Y

```

Jednotlivé řádky obvykle přímo odpovídají instrukcím jazyka symbolických adres respektive přímo strojovým instrukcím. Následující příklad uvádí instrukce na platformách IBM System/370 a x86:
| Pseudokód    | IBM System/370 | x86          |
| ------------ | -------------- | ------------ |
| X := X XOR Y | XR R1,R2       | xor eax, ebx |
| Y := Y XOR X | XR R2,R1       | xor ebx, eax |
| X := X XOR Y | XR R1,R2       | xor eax, ebx |

Pro funkčnost algoritmu je zásadní, aby jeho vstupem nebylo dvakrát stejné umístění. Protože totiž pro každé x je výsledek operace x XOR x nulový, bylo by hned v prvním kroku toto umístění vynulováno a tím jeho hodnota ztracena.

### Důkaz správnosti
Správnost algoritmu je odvozena z toho, že binární operace XOR (značená {\displaystyle \oplus }) na bitových řetězcích pevné délky splňuje následující čtyři vlastnosti:
- L1. Komutativitu: {\displaystyle A\oplus B=B\oplus A}
- L2. Asociativitu: {\displaystyle (A\oplus B)\oplus C=A\oplus (B\oplus C)}
- L3. Existenci neutrálního prvku: existuje prvek, značený 0, pro který platí {\displaystyle A\oplus 0=A} pro každé {\displaystyle A}
- L4. Každý prvek je sám sobě inverzním: pro každé {\displaystyle A}, {\displaystyle A\oplus A=0}.

| Krok | Operace         | Registr 1 | Registr 2                                                                                             | Redukce dle vlastnosti |
| ---- | --------------- | --- | --- | ---------------------- |
| 0    | Úvodní hodnota  | {\displaystyle A} | {\displaystyle B}                                                                                     | —                      |
| 1    | R1 := R1 XOR R2 | {\displaystyle A\oplus B} | {\displaystyle \ B}                                                                                   | —                      |
| 2    | R2 := R1 XOR R2 | {\displaystyle A\oplus B} | {\displaystyle (A\oplus B)\oplus B=A\oplus (B\oplus B)} {\displaystyle =A\oplus 0} {\displaystyle =A} | L2 L4 L3               |
| 3    | R1 := R1 XOR R2 | {\displaystyle (A\oplus B)\oplus A=A\oplus (A\oplus B)} {\displaystyle =(A\oplus A)\oplus B} {\displaystyle =0\oplus B} {\displaystyle =B\oplus 0} {\displaystyle =B} | {\displaystyle \ A}                                                                                   | L1 L2 L4 L1 L3         |

### Varianty
Podobný algoritmus lze realizovat pomocí sčítání a odčítání:
```
 
void
 
addSwap
 
(
unsigned
 
int
 
*
x
,
 
unsigned
 
int
 
*
y
)

 
{

     
if
 
(
x
 
!=
 
y
)
 
{

         
*
x
 
=
 
*
x
 
+
 
*
y
;

         
*
y
 
=
 
*
x
 
-
 
*
y
;

         
*
x
 
=
 
*
x
 
-
 
*
y
;

     
}

 
}

```

Jeho správnost je ale závislá na tom, že nedojde k celočíselnému přetečení. Je-li například práce na celých číslech realizována s podporou libovolné přesnosti nebo v rámci modulární aritmetiky, algoritmus funguje. Například v rámci jazyka C tento algoritmus funguje, neboť sčítání a odčítání dle standardu odpovídá operacím v cyklické grupě {\displaystyle \mathbb {Z} /2^{s}\mathbb {Z} }, kde {\displaystyle s} je počet bitů.
Vzhledem k dodatečnému požadavku na vlastnosti sčítání je tato varianta používána ještě méně než varianta základní.

## Výhody a nevýhody
Nevýhody:
- Je-li v daném kontextu dost volných registrů procesoru, pak bude prohození hodnot pomocí nějakého volného pravděpodobně rychlejší
- Moderní počítačové architektury často využívají překrývané zpracování strojových instrukcí. To umí rychle zpracovávat kód, ve kterém zpracování instrukce nezávisí na výsledku instrukcí těsně předcházejících. V tomto algoritmu na sebe všechny tři instrukce bezprostředně navazují, takže překrývané zpracování nemůže být využito a procesor je bude zpracovávat pomalu postupně.
- Pro programátora, který postup nezná, se jedná o obtížně pochopitelný trik, jehož prokouknutí ho při studování kódu zbytečně zdrží.

Výhody:
- Instrukce XOR má na některých architekturách úsporné kódování (tedy využití algoritmu může šetřit instrukční cache)
- V rámci části kódu náročné na volné registry může mít ušetření pomocného registru zásadní dopady na výkon.
- Na jednočipových počítačích a jiných malých platformách může mít smysl i ušetření pomocné operační paměti